# Kohler Co.
Kohler Co. е американска производствена компания със седалище в Колер, Уисконсин. Kohler е най-известна със своите водопроводни продукти, но компанията произвежда също мебели, шкафове, плочки, двигатели и генератори.

## История
Kohler Co. е основана през 1873 г. от австрийския имигрант Джон Майкъл Колер и Чарлз Силберзан. Ранните продукти включват селскостопански инструменти от чугун и стомана, отливки за мебелни фабрики и декоративни железни изделия, включително гробищни кръстове и сепарета.
В началото на 20-ти век Kohler произвежда чешми за пиене с „бълбукащ клапан“, от който водата се изстрелва вертикално.
През 1934 г. и 1954 г. се провеждат стачки на Колер. Трета стачка се провежда през 1983 г.
През 1984 г. Kohler придобива Sterling Faucet Company. Компанията е преименувана на Sterling Plumbing Group Inc.
През 2007 г. Kohler създава съвместно предприятие в Китай, наречено Kohler-YinXiang Ltd.
През 2015 г. Kohler е обявен от списание Builder за "най-използван" и "най-качествен" в категорията "Аксесоари за баня".
През 2018 г. Kohler стана спонсор на английския футболен гигант Манчестър Юнайтед.
Тези нови цифрови осветителни тела имат WiFi възможности, позволяващи управление чрез гласов асистент чрез Google Assistant, Amazon Alexa или Apple HomeKit, както и поддръжка на управление чрез приложението Kohler Konnect. Услугите Kohler Konnect се захранват от платформата Microsoft Azure Cloud.